# 三田佳子
三田 佳子（みた よしこ、1941年10月8日 - ）は、日本の女優。本名は高橋 嘉子（たかはし よしこ）で、旧姓は石黒（いしぐろ）。女子美術大学付属中学校・高等学校卒業。所属事務所は三田佳子事務所（生島企画室と業務提携）を経て、2017年2月24日付けでプロダクション尾木に移籍。
芸名の三田は、早稲田の高田（馬場）、明治の神田（駿河台）と共に3案示され、慶応の三田を選択。慶応大学野球部のファンだったため。
夫は元NHKプロデューサーの高橋康夫。長男は森宮隆、次男は高橋祐也。
代表作は映画『極道の妻たち三代目姐』、ドラマは大河ドラマ『いのち』『花の乱』など。大河ドラマで複数回主演した唯一の女優となっている。

## 来歴・人物

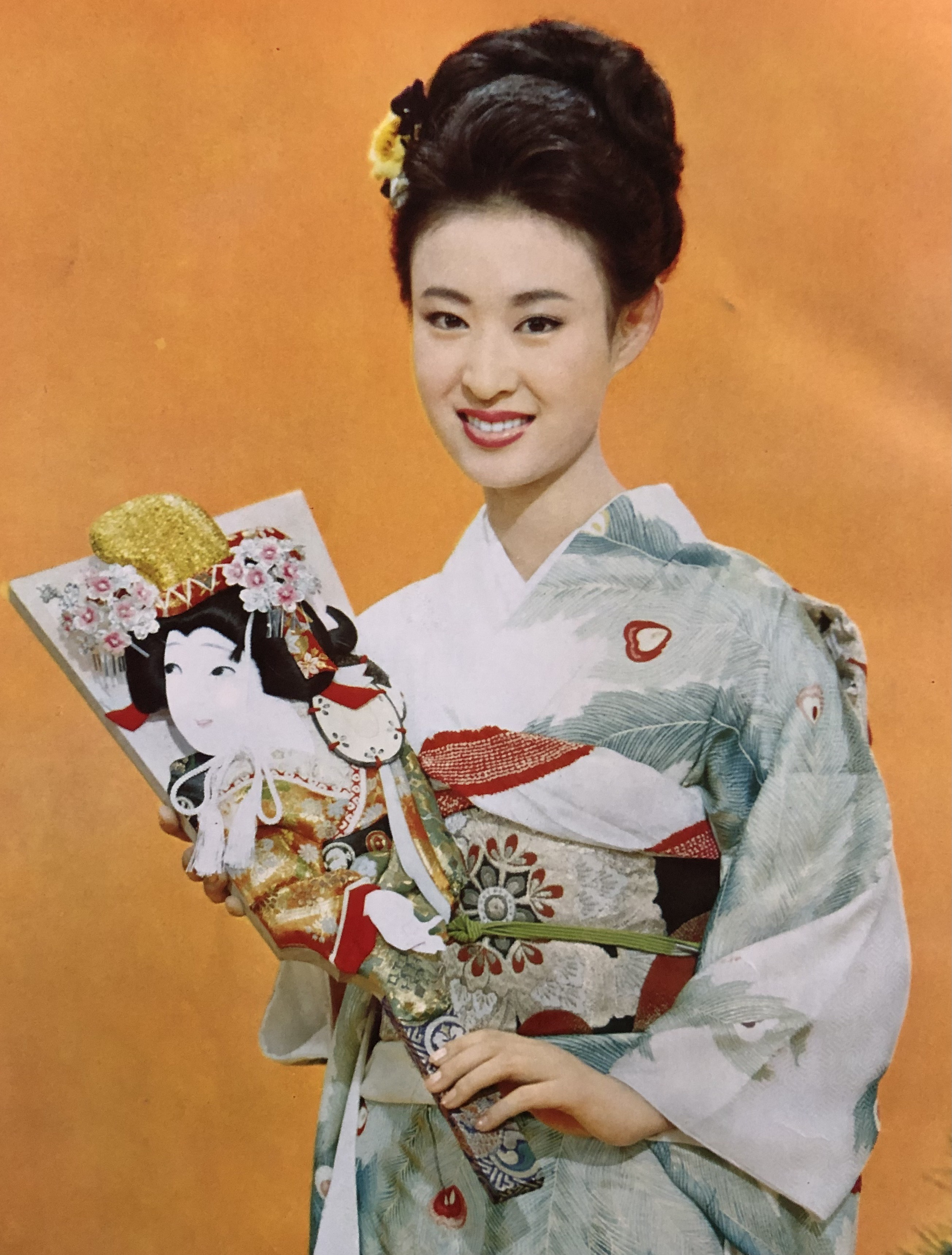
『映画情報』1965年1月号（国際情報社）より

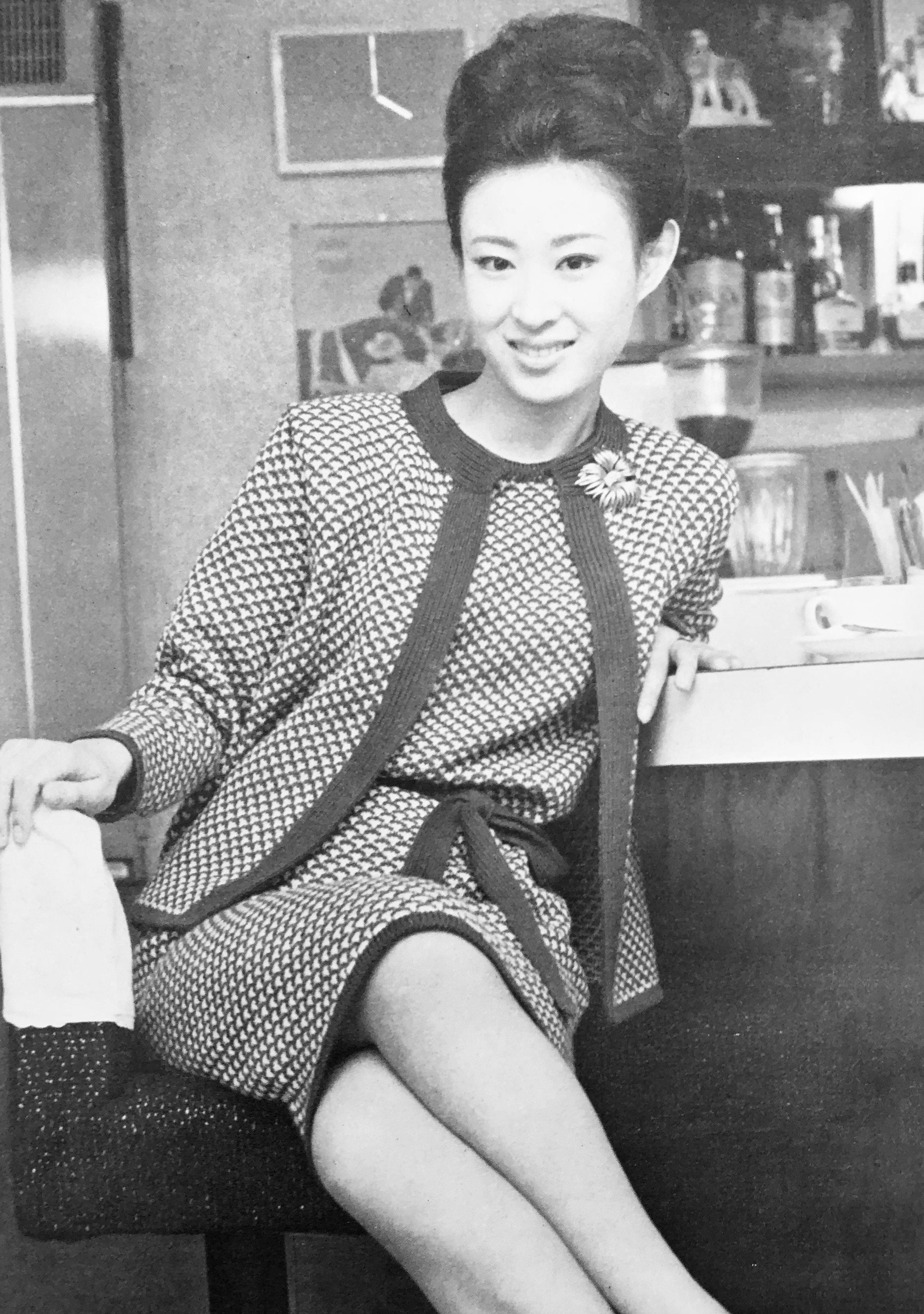
1965年

大阪府大阪市天王寺区生まれ。父は会社員。長女ですぐ下の弟は幼い頃病死。末弟の二人兄弟。生後半年で東京府（現在の東京都）世田谷区に移り、3歳の年に一家で山梨県へ疎開、終戦後は下北沢を経て中野区で育つ。小学二年時に両親が離婚。母親は幼い弟を父に預け、嘉子を引き取って母子二人で東京で暮らす。兵庫県宝塚市立宝塚第一小学校、東京都大田区立池雪小学校、東京都中野区立桃園第三小学校、東京女子美術大学付属中学校～高等学校卒業。
中学3年のとき、児童劇団「ちどり」に入り、中学・高校時代から多数のテレビ・ラジオに出演。週刊誌の表紙等を飾るようになり、高校在学中から映画会社数社にスカウトされるが断り続け、高校を卒業した1960年春に東映ニューフェイスではなく、第二東映へ入社した。
同年、『殺られてたまるか』で18歳で女優デビュー。この映画は東映が売り出しを決めていた波多伸二との共演予定であったが、波多がロケ地の本田技研工業埼玉製作所内で22歳で事故死し、三田はロケバスの窓から波多が飛ぶ影を見た。事故から15日後に会社は新しい相手役に梅宮辰夫を抜擢。気持ちの整理もつかず、大人社会の非情さに驚愕し、東京新聞に心情を吐露した。当初から主役級で起用され、佐久間良子と並ぶ東映の看板女優としての扱いを受ける。
Vシネマの発案などで知られる東映プロデューサーの吉田達は、三田を迎えに三田の小さな家に行ったとき、「この貧しい母子のために尽くしてやりたい」と"三田派"の急先鋒になった。東映東京撮影所（以下、東映東京）に、いつしか"三田派"と"佐久間派"が生まれた。東映入社当時は第二東映による粗製乱造時代で、一年で14本映画を撮った年もあり、毎日撮影が早朝から翌日の明け方まで続き、家に帰れないため、東映東京の近くの旅館に寝泊まりしていたという。東映は段々、荒々しい男性路線に傾斜し始め、女優も大人の女としての色気を要求された。東宝や松竹に比べ、女性映画の数は少なく、たまにしか製作されなかった女性文芸路線では、1964年公開の『廓育ち』で社会派演技を見事にこなす。
1961年に文芸プロダクションにんじんくらぶに参加。
1967年に東映を退社しフリーとなった。1967年の松竹『夜のひとで』で、無断でヌードのすげ替えシーンを入れられ、抗議すると映画界を干されかける。以降はテレビと舞台を中心に活動した。1973年にはNHK大河ドラマ黄金期の『国盗り物語』に出演した。1974年、ドラマ出演で知り合ったNHK大阪の制作部副部長・高橋康夫と結婚。
1984年、『Wの悲劇』では、女優が女優の役をやるという難しい役柄だったが、女の意地を見せる見事な演技が高く評価され、各映画賞を受賞する。1986年、三田の演技力を以前から評価していた橋田壽賀子脚本作品の『いのち』に主演。平均29.3％の高視聴率を獲得し、"国民的女優"の地位を盤石にした。
1989年と1990年に、『NHK紅白歌合戦』（NHK総合・ラジオ第1）の紅組司会を2年連続で務めた。
高額納税者番付において俳優・タレント部門で1991年から1994年まで4年連続で首位となり宝島社の「日本の女優100人」に掲載された。強い個性が無いかわり、「多くのファンに感情を移入させるタイプの女優」と評された。
1996年に子宮体癌が発覚し緊急入院、手術と5度の抗がん剤治療が功を奏して退院した。
1998年に高校生の次男が覚醒剤取締法違反の容疑で逮捕された影響で、CMを降板して活動を自粛した。
2003年に、デビュー時から親交のあった水野晴郎が復帰の手助けとして、自身の映画『シベリア超特急3』の主演に起用、その後は映画『海猫』、テレビドラマ『いま、会いにゆきます』など仕事を再開し、2007年9月16日放送の『ひまわり〜夏目雅子27年の生涯と母の愛〜』で、仲間由紀恵とダブル主演する。
2007年11月15日、次男が覚醒剤所持の現行犯で3回目の逮捕となる。翌日の会見で「すべては私たち夫婦の教育の失敗」「引退も考えた」「今も月70万円の小遣いを渡している」「翌月の舞台（『エドの舞踏会』）については降板しない」などと話した。
2014年春の叙勲で旭日小綬章を受章した。

## 出演

### 映画
- 殺られてたまるか（1960年）
- ボス表へ出ろ（1960年）
- 不死身の男（1960年）
- にっぽんGメン 摩天楼の狼（1960年）
- 野獣の眼（1960年）
- 海底の挑戦者（1960年）
- 第三次世界大戦　四十一時間の恐怖（1960年）
- 炎の城（1960年）
- 若さま侍捕物帖（1960年）
- 乾杯!ごきげん野郎（1961年） - 明石まゆみ 役
- 坊ちゃん野郎勢ぞろい（1961年）
- 男の地平線（1961年）
- 天下の快男児　旋風太郎（1961年）
- 俺らは空の暴れん坊（1961年）
- 逆襲の街（1961年）
- 富士に立つ若武者（1961年） ‐ 北条政子 役
- アマゾン無宿 世紀の大魔王（1961年）
- 男の血潮がこだまする（1961年）
- 金も命もいらないぜ（1961年）
- 進藤英太郎の社長シリーズ 続・次郎長社長と石松社員（1961年）
- 静かなるならず者（1961年）
- 街（1961年）
- 復讐は俺らの歌（1961年）
- 地獄の底をぶち破れ（1961年）
- 次郎長社長と石松社員　威風堂々（1962年）
- 南太平洋波高し（1962年）
- 黄門社長漫遊記（1962年）
- 若者たちの夜と昼（1962年）
- 残酷な月（1962年）
- サラリーマン一心太助（1962年）
- 山麓（1962年）
- ギャング対ギャング（1962年）
- まぼろし天狗（1962年）
- 太陽の子　アイ・ジョージ物語（1962年）
- 狙い射ち無頼漢（1962年）
- 東京アンタッチャブル（1962年）
- 王将（1962年） - 坂田玉枝 役
- 裏切者は地獄だぜ（1962年）
- 海軍（1963年） - 牟田口エダ 役
- 武士道残酷物語（1963年） ‐ 人見杏子 役
- 九ちゃんの大当りさかさま仁義（1963年）
- 傷だらけの不敵者（1963年）
- 暴力街（1963年） - 香取陽子 役
- 東京アンタッチャブル 脱走（1963年）
- 親分（ボス）を倒せ（1963年）
- ギャング同盟（1963年）
- 恐喝（1963年） ‐ 森川節子 役
- 昭和侠客伝（1963年）
- ギャング忠臣蔵（1963年）
- おかしな奴（1963年）
- 続・王将（1963年） - 坂田君子 役
- 東京ギャング対香港ギャング（1964年）
- 暗黒街大通り（1964年）
- 東京アンタッチャブル 売春地下組織（1964年）
- 鮫（1964年）
- 日本侠客伝（1964年） - お咲 役
- 廓育ち（1964年） ‐ たみ子 役
- 赤いダイヤ（1964年）
- 仇討（1964年） - 西田りつ 役
- 顔役（1965年） - 柏田真弓 役
- 黒い猫（1965年）
- 冷飯とおさんとちゃん（1965年）
- 無宿者仁義（1965年）
- 昭和残侠伝シリーズ
  - 昭和残侠伝（1965年） ‐ 西村綾 役
  - 昭和残侠伝 唐獅子牡丹（1966年） ‐ 秋山八重 役
- おゝい、雲!（1965年）
- 四畳半物語 娼婦しの（1966年） ‐ 深沢しの 役
- 愛欲（1966年） ‐ 野村奈津子 役
- 反逆 (1967年、日活)
- 夜のひとで（1967年）
- 人妻椿（1967年） - 矢野嘉子 役
- 尼寺㊙物語（1968年） - 万里小路秀英尊 役
- 座頭市喧嘩太鼓 （1968年）
- 喜劇 新宿広場（1969年）
- 野獣の復活（1969年）
- 望郷（1971年）
- 沈黙 SILENCE（1971年）
- 恋は緑の風の中（1974年） - 藤井先生 役
- 妻と女の間（1976年）
- 愉快な極道（1976年） - 白坂由利子 役
- 燃える秋（1978年）
- 赤穂城断絶（1978年） - 瑤泉院 役
- 黄金の犬（1979年） ‐ 片瀬京子（特別出演） 役
- 漂流（1981年） ‐ 長平の母 役
- 未完の対局（1982年） - 恩田忍 役
- きつね（1983年）
- 序の舞（1984年） ‐ 喜代次 役
- Wの悲劇（1984年） - 羽鳥翔 役
- 春の鐘（1985年）
- 道（1986年）
- 化身（1986年）
- 別れぬ理由（1987年） ‐ 速水房子 役
- 漂流教室（1987年） - 高松恵美子 役
- ラブ・ストーリーを君に（1988年） ‐ 小牧京子
- 敦煌（1988年） - 西夏の女 役
- 男はつらいよ 寅次郎サラダ記念日（1988年） - 原田真知子 役
- 極道の妻たち 三代目姐（1989年） - 坂西葉月 役
- 利休（1989年） - りき 役
- おいしい結婚（1991年） ‐ 矢野美栄子 役
- 遠き落日（1992年） - 野口シカ 役
- シベリア超特急3（2003年） - 森裕美 役
- バトル・ロワイアルII 鎮魂歌（2003年） - 青井拓馬の母 役
- ワル 序章（2004年)
- ワル 序章2（2004年)
- ドラッグストア・ガール（2004年） - ハッスルドラッグ社長 役
- 海猫（2004年） - 野田タミ 役
- 魂萌え!（2007年） - 伊藤昭子 役
- 人間失格（2010年） - 鉄 役
- マンゴーと赤い車椅子（2015年） - 宮園勝子 役
- の・ようなもの のようなもの（2016年） - 斉藤会長 役
- 俳優 亀岡拓次（2016年） - 松村夏子 役[19]
- 帰郷（2020年） - おこう 役
- 約束のネバーランド（2020年） ‐ グランマ 役（特別出演）
- 天間荘の三姉妹（2022年） - 財前玲子 役（特別出演）[20]
- ぬくもりの内側（2023年 厚生労働省推薦）イオンエンターテイメント - 榊原かよ 役
- 湖の女たち（2024年） - 市島松江 役[21]

### 劇場アニメ
- ポケモン・ザ・ムービーXY 破壊の繭とディアンシー（2014年） - ゼルネアス 役

### テレビドラマ
NHK
- 事件記者（1958年 - 1966年、総合）
- 大河ドラマ（総合）
  - 太閤記（1965年） - 茶々 役
  - 竜馬がゆく（1968年） - お田鶴 役
  - 国盗り物語（1973年） - 深芳野 役
  - いのち（1986年） - 岩田（旧姓：高原）未希 役
  - 花の乱（1994年） - 日野富子 役  ※ナレーション兼任
  - 花燃ゆ（2015年） - 阿久沢せい 役[22]
- 銀河ドラマ・銀河テレビ小説（総合）
  - 京の川（1969年）[23]
  - 紬の里（1976年）
  - 鳥獣の寺（1979年）- 湯川彩子 役
- 男は度胸（1970年、総合） - 多藻 役
- ドラマ人間模様（総合）
  - 冬の桃（1977年）[24][25]
  - 家族あわせ（1985年） - 静子 役[26]
- マドンナは春風にのって（1990年、総合）
- 鏡は眠らない（1997年、総合） - 主演・林基子 役
- 忠臣蔵の恋〜四十八人目の忠臣〜（2016年 - 2017年、総合） - 仙桂尼 役[27]
- すぐ死ぬんだから（2020年、BSP） - 主演・忍ハナ 役
- おもかげ（2023年、BS4K）- マダム・ネージュ 役
- 老害の人（2024年、BS・BSP4K） - 村井サキ 役[28]

日本テレビ系
- 祇園物語（1965年、読売テレビ）
- 不信のとき（1968年） - 米倉マチ子 役
- ぼてじゃこ物語（1971年、読売テレビ）
- 木曜ゴールデンドラマ「氷点」（1981年、読売テレビ） - 夏枝 役
- 女系家族（1984年、読売テレビ） - 浜田文乃 役
- 外科医・有森冴子（1990年 - 2000年） - 主演・有森冴子 役
- 好きやねん（1995年、読売テレビ） - 三廻千春 役
- 明日を抱きしめて（2000年、読売テレビ） - 高宮洋子 役
- 過保護のカホコ（2017年） ‐ 並木初代 役
  - 過保護のカホコ〜2018 ラブ&ドリーム〜（2018年）
- 火曜サスペンス劇場
  - 白い薔薇の女（1985年）
  - 取調室（2002年） ‐ 早見遥子
  - 秘密（2003年）
  - 通いの天使・介護ヘルパー田野倉滋子（2004年） ‐ 主演・田野倉滋子 役
- DRAMA COMPLEX「コシノ家の闘う女たち」（2006年） - 主演・小篠綾子 役

TBS系
- ヒマラヤ天兵（1959年）
- 平四郎危機一発 （1967年）
- ただいま同居中 （1970年） - 志村京子 役
- 私という他人（1974年）
- あこがれ共同隊（1975年）
- 高原へいらっしゃい（1976年） - 面川優子 役
- 突風 （1977年） - 葉村明子 役　※松本清張原作
- 風が燃えた（1978年） - 伊藤梅子 役
- 装いの街（1979年）
- 関ヶ原（1981年） - 淀殿 役
- 結婚したい女（1981年、毎日放送） - 春江 役
- 橋田壽賀子ドラマ・結婚（1982年） - 主演・花田秋子 役
- もういちど結婚（1983年） - 主演・中原文子 役
- 愛に燃える戦国の女（1988年） - 主演・おふく（宇喜多秀家の生母）役
- 源氏物語 上の巻・下の巻（1991年12月27日・1992年1月3日） - 主演・紫式部 役
- 私はニュースキャスター 迷惑でしょうが（1995年）
- いま、会いにゆきます（2005年） - 榎田涼子 役
- ひまわり〜夏目雅子27年の生涯と母の愛〜（2007年） - 小達スエ 役
- うぬぼれ刑事 第8話（2010年） - 九十九千里 役
- ヘブンズ・フラワー The Legend of ARCANA（2011年） - 片桐薫 役
- 小さな巨人（2017年） - 香坂真由美 役（特別出演）
- 凪のお暇（2019年） - 吉永緑 役
- プロミス・シンデレラ（2021年） - 片岡悦子 役[29]
- わが家は楽し（2025年） - ミモザの女主人 役[30]

フジテレビ系
- 大奥（1968年、関西テレビ） - 敬子（十三代将軍徳川家定の正室） 役
- アーラわが君（1969年 - 1970年） - 四之宮綾乃 役
- 大坂城の女（1970年） - 千利休の娘お吟 役
- 徳川おんな絵巻（1970年） - 珠 役
- 女の勲章（1976年）－大庭式子 役
- おあねえさん（1981年、東海テレビ） - 雪子 役
- 犬神家の一族（2004年） - 犬神松子 役
- 金曜プレステージ
  - 日向夢子調停委員事件簿（2003年 - 2008年） - 主演・日向夢子 役
  - 産科医大河内あかね（2010年） - 主演・大河内あかね 役
- めざましドラマ「めぐる。」（2021年12月6日 - 12月17日） - 村上則子 役[31]
- 続・続・最後から二番目の恋 第6話（2025年） - 吉野有里子 役[32]

テレビ朝日系
- 逃亡（1966年）
- 鬼退治（1971年） - 主演・小島桃子 役
- 寝顔が可愛い（1973年、MBS ※当時NET系）
- 見知らぬ橋（1973年） - 主演・魚住名緒子 役
- 野望（1977年 - 1978年）
- 土曜ワイド劇場
  - 闇の中の蜜月・死の匂い（1977年）
  - マラッカの海に消えた（1979年、朝日放送）
- 緑の夢を見ませんか?（1978年）
- 月曜ワイド劇場
  - 女ざかり・男あさり（1984年）
- 相棒 season10 第3話（2011年） - 高塔織絵 役
- ドクターX〜外科医・大門未知子〜（2013年） - 馬淵一代 役
- 緊急取調室（2017年） ‐ 白河民子 役
- 明日の君がもっと好き（2018年） - 里川静子 役
- ゆりあ先生の赤い糸（2023年） - 伊沢節子 役[33]
- 終りに見た街（2024年） - 田宮清子 役[34]

テレビ東京系
- あかね空（2003年、テレビ愛知）
- 水曜ミステリー9
  - 温泉女将ふたりの事件簿（2014年） - 星野美津江 役

### 舞台
- 春の坂道（山岡荘八原作）
- 命燃えて
- 化粧（渡辺淳一原作）
- 夢千代日記（早坂暁作）
- 雪国（川端康成原作、1980年初演）
- 印獣（2009年）[35]
- ファウスト〜愛の剣士たち〜（2014年） - 主演・メフィストフェレス 役（河合郁人・五関晃一とトリプル主演）[36]
  - ファウスト〜最後の聖戦〜（2015年） - 主演・メフィストフェレス 役（河合郁人・五関晃一とトリプル主演）[37]
- スーベニア SOUVENIR〜騒音の歌姫（2016年） - 主演・フローレンス・フォスター・ジェンキンス 役 [38]
- 朗読劇「九十歳。何がめでたい」（2018年） - 主演・佐藤愛子 役
- シンフォニー朗読劇「ベートーヴェン〜魂の交響曲〜」（2025年公演予定） - マリア 役[39]

### ラジオドラマ
- 特集オーディオドラマ 『希望』（2013年1月20日、NHK-FM）[40]
- FMシアター 『レオナルド・ダ・ヴィンチの恋人』（2021年4月17日、NHK-FM）[41]

### ニュース映画
- 大毎ニュース 544 「映画人年忘れパーティー」（1961年） - 日本映画製作者協会の年忘れパーティで、新人賞を田宮二郎、三田佳子、加山雄三ら６名が受賞した[42]。

### バラエティ
- 3時のあなた（1977年5月 - 1978年3月、フジテレビ）
- 味の素・世界ごちそうさま!!（日本テレビ）
- とんねるずのみなさんのおかげです『極道の妻たち』コントシリーズ（1989年、フジテレビ）

他、多数

### CM
- 藤沢薬品工業（現：第一三共ヘルスケア）「スピーネクリーム」（1976年）
- 土佐鶴酒造（1977年頃 - ）
  - 時代劇仕立てのシリーズCM。長く出演した。
- エステー化学（現：エステー）
  - 「シャルダン」「シャルダン ステンドグラス」などシャルダンシリーズ（1983年頃 - ）
  - 「ネオパラ コーナー」「ネオパラ エース」などネオパラシリーズ（1983年頃 - ）
- 松下電器（現：パナソニック）
  - 冷蔵庫（1986年 - 1990年）
  - 洗濯機・掃除機・電子レンジ・炊飯器（1986年 - 1995年） - 掃除機キャニスターVX 「三田佳子」「みてみて」「やさしく強く」各篇（1987年）は、第27回 ACC CM FESTIVAL テレビCM部門ACC賞[43]。
- ヤクルト化粧品「EXCELENCIA S.E.（エクセレンシア エス・イー）」（1987年頃）
- 大正製薬「パブロン」（6代目、1987年 - 1996年）※ 後藤久美子・小田茜らと共演
  - 「よかったね、早めのパブロン」「効いたよね、早めのパブロン」などのキャッチコピーが知られている。
- 花王「ソフィーナ バイタルリッチ」（1988年）※ 高林由紀子と共演
- 味の素「ほんだし」（1988年 - 1996年）※ 遠野凪子・えなりかずきらとの共演バージョンあり
  - 「お箸の国の人だもの。」というキャッチコピーが知られている。
- 不二家「ピーナッツチョコレート」（1988年）
- 三田工業（現：京セラドキュメントソリューションズ）
- 西濃運輸「カンガルー便」（1991年頃 - ）
  - 「カンガル～のセイノ～。せーの！、ぴょん！」というキャッチコピーが知られている。
- LION
  - 「Hiトップ（ハイトップ）」「スーパーコンパクトトップ」「スーパートップ」などトップシリーズ（1992年頃 - 1997年頃）
- 国民年金基金（1994年 - 1998年）
- セキスイツーユーホーム（1996年頃）
- スニッカーズ（2016年 - ） - 山村貞子 役 
  - 「貞子」篇（2016年11月 - ）、「貞子」篇・孤高のカカオVer.（2017年3月 - ）[44]

## ディスコグラフィ

### シングル
| 発売日               | 規格             | 規格品番         | 面               | タイトル                             | 作詞             | 作曲             | 編曲             |
| ビクターレコード     | ビクターレコード | ビクターレコード | ビクターレコード | ビクターレコード                     | ビクターレコード | ビクターレコード | ビクターレコード |
| -------------------- | ---------------- | ---------------- | ---------------- | ------------------------------------ | ---------------- | ---------------- | ---------------- |
| 1965年               | EP               | SV-164           | A                | 白い橋                               | 佐伯孝夫         | 吉田正           | 吉田正           |
| 1965年               | EP               | SV-164           | B                | あなたとなりたい幸せに               | 佐伯孝夫         | 吉田正           | 吉田正           |
| クラウンレコード     |                  |                  |                  |                                      |                  |                  |                  |
| 1968年               | EP               | CW-848           | A                | 不信のバラード                       | 八反ふじを       | 米山正夫         | 小杉仁三         |
| 1968年               | EP               | CW-848           | B                | 桜の精の物語                         | 八反ふじを       | 米山正夫         | 小杉仁三         |
| 1969年7月            | EP               | CW-961           | A                | 幸せですのよあたくし                 | 渡辺岳夫         | 渡辺岳夫         | 渡辺岳夫         |
| 1969年7月            | EP               | CW-961           | B                | 忘却の日記                           | 渡辺岳夫         | 渡辺岳夫         | 渡辺岳夫         |
| 1970年               | EP               | CW-1025          | A                | 白い大理石                           | 八反ふじを       | 米山正夫         | 大柿隆           |
| 1970年               | EP               | CW-1025          | B                | 幸福よここまでおいで                 | 八反ふじを       | 米山正夫         | 大柿隆           |
| 東宝レコード         |                  |                  |                  |                                      |                  |                  |                  |
| 1971年               | EP               | AS-1114          | A                | 琵琶湖慕情                           | 花登筺           | 小川寛興         | 小川寛興         |
| 1971年               | EP               | AS-1114          | B                | 湖の女（ひと）                       | 花登筺           | 小川寛興         | 小川寛興         |
| キングレコード       |                  |                  |                  |                                      |                  |                  |                  |
| 1976年               | EP               | GK-51            | A                | 女坂                                 | 横井弘           | 小川寛興         | 小川寛興         |
| 1976年               | EP               | GK-51            | B                | 別れ雨                               | 横井弘           | 小川寛興         | 小川寛興         |
| 東芝EMI              |                  |                  |                  |                                      |                  |                  |                  |
| 1981年               | EP               | TP-17225         | A                | おあねぇさん                         | 花登筺           | 小川寛興         | 小川寛興         |
| 1981年               | EP               | TP-17225         | B                | 北陸の女                             | 花登筺           | 佐藤準           | 佐藤準           |
| ミノルフォンレコード |                  |                  |                  |                                      |                  |                  |                  |
| 1982年               | EP               | KA-2073          | A                | 街角焦がれて                         | 大津あきら       | 鈴木キサブロー   | 川村栄二         |
| 1982年               | EP               | KA-2073          | B                | 街角焦がれて（インストゥルメンタル） | -                | 鈴木キサブロー   | 川村栄二         |
| ビクターレコード     |                  |                  |                  |                                      |                  |                  |                  |
| 1985年               | EP               | SV-9048          | A                | お人好し                             | 荒木とよひさ     | 三木たかし       | 佐藤準           |
| 1985年               | EP               | SV-9048          | B                | 洒落（シャレ）た関係                 | 荒木とよひさ     | 三木たかし       | 佐藤準           |

#### その他
- 夜の口笛 （1963年、別冊歌謡コダマ） - 『歌う東映スター』の4曲目に収録[45]。

### アルバム
| 発売日         | 規格           | 規格品番       | アルバム |
| キングレコード | キングレコード | キングレコード | キングレコード |
| -------------- | -------------- | -------------- | --- |
| 1976年         | LP             | SKA-156        | 女坂 円地文子原作・小説「女坂」より ※ 歌と朗読：三田佳子 ※ 全作詞：横井弘、作曲・編曲：小川寛興 Side:A 1. （朗読） 2. 花えらび 3. 青い葡萄 4. 深い谷 5. 女どうし 6. 嘆きの母 7. 花嫁 Side:B 1. 別れ雨 2. 子守唄 3. 梅の実のなるころ 4. 黒い揚羽蝶 5. 女坂 6. 私が死んだら 7. （朗読） |
| 2001年11月7日  | CD             |                | 女坂 円地文子原作・小説「女坂」より ※ 歌と朗読：三田佳子 ※ 全作詞：横井弘、作曲・編曲：小川寛興 Side:A 1. （朗読） 2. 花えらび 3. 青い葡萄 4. 深い谷 5. 女どうし 6. 嘆きの母 7. 花嫁 Side:B 1. 別れ雨 2. 子守唄 3. 梅の実のなるころ 4. 黒い揚羽蝶 5. 女坂 6. 私が死んだら 7. （朗読） |

#### ナレーション
- 動物たちのカーニバル（1994年9月21日、EMIミュージック・ジャパン、TOCE-8485）-　1998年12月9日に再発。
- 生きる-父さんの言葉-（菅原やすのり）（2014年9月24日、ビクターエンタテインメント、VICL64217）

#### オムニバス・アルバム
- 歌うスター大集合（1991年12月21日、キングレコード、KICS-159）-「女坂」収録。
- 青春のかけら～テレビドラマ主題歌コレクション～（2004年6月、日本クラウン、CRCN-25102）-「幸せですのよあたくし」収録。
- 俳優ベストヒット!!（2007年8月8日、日本クラウン、CRCN-45755）-「幸せですのよあたくし」収録。
- 昭和ガールズ歌謡レアシングルコレクション3 ～恋算数／バギー野郎～（2010年3月20日、ブリッジ、）-「幸福よここまでおいで」収録。
- 本命 魅女優たちR40'S（2013年5月18日、徳間ジャパンコミュニケーションズ、TKCA-73899）-「街角焦がれて」収録。

## 著書
- 『てとテと手』主婦と生活社、1989年。ISBN 4-391-11186-1。角川文庫 1997
- 『太陽になれない月 : P.S.I love you』 H.ジャクソン・ブラウン, Jr. 撰 講談社 1995
- 『三田佳子「第三の人生に乾杯!」』石井真人共著 毎日新聞社 1996
- 『三田さんの謎』幻冬舎 2012

## 受賞・受章歴
1961年
- エランドール賞・新人賞

1966年
- 京都市民映画祭・主演女優賞 - 『娼婦しの』

1970年
- 第7回放送批評家賞（ギャラクシー賞） - 『京の川』（NHK）、『アーラわが君』（フジテレビ）、『ただいま同居中』（TBS）[46]

1984年
- 第58回キネマ旬報ベスト・テン・助演女優賞 - 『Wの悲劇』
- 第39回毎日映画コンクール・女優助演賞 - 『Wの悲劇』『序の舞』
- 第27回ブルーリボン賞・助演女優賞 - 『Wの悲劇』『序の舞』

1985年
- 第10回報知映画賞・助演女優賞 - 『Wの悲劇』『春の鐘』

1986年
- 第9回日本アカデミー賞・最優秀助演女優賞 - 『Wの悲劇』『春の鐘』[47]

1987年
- 第30回ブルーリボン賞・主演女優賞 - 『別れぬ理由』
- 第42回毎日映画コンクール・田中絹代賞
- エランドール賞・特別賞
- ゴールデンアロー賞・特別賞

1988年
- 第11回日本アカデミー賞・優秀主演女優賞 - 『別れぬ理由』[48]

1989年
- 第44回芸術祭・演劇部門 - 舞台『雪国』

1990年
- 第13回日本アカデミー賞・優秀主演女優賞 - 『男はつらいよ 寅次郎サラダ記念日』『極道の妻たち 三代目姐』『利休』

1992年
- 第35回ブルーリボン賞・主演女優賞 - 『遠き落日』
- 第5回日刊スポーツ映画大賞・石原裕次郎賞・主演女優賞
- 第16回山路ふみ子映画賞・女優賞
- 第10回ゴールデングロス賞・特別賞[49]
- 都民文化栄誉賞 - 『遠き落日』、『外科医・有森冴子』（日本テレビ）

1993年
- 第16回日本アカデミー賞・最優秀主演女優賞 - 『遠き落日』
- 第48回芸術祭・演劇部門 - 舞台『夢千代日記』
- 第34回牧野省三賞
- 第2回日本映画批評家大賞・女優賞

2003年
- 第12回日本映画批評家大賞・ゴールデングローリー賞[50]

2014年
- 旭日小綬章[51]

2016年
- 第24回橋田賞・特別賞[52]

2017年
- 第68回「日本放送協会放送文化賞」[53]